# Direction générale de la Statistique et de la Comptabilité nationale
La direction générale de la Statistique et de la Comptabilité nationale (DGSCN) est le service officiel des statistiques du Togo, remplaçant en 2001 la Direction de la statistique dont la dernière réorganisation datait de 1968. Ses activités s'organisent dans le cadre plus général du système statistique du Togo
La DGSCN est une structure publique placée sous l'autorité du ministre chargé de la statistique.
En 2015 la DGSCN devient l'Institut National de la Statistique et des Etudes Economiques et Démographiques (INSEED).

## Mission
Son décret de création précise que la DGSCN est chargée : 
- de la production et la mise à disposition des statistiques générales ;
- la coordination de la production, du traitement et de la publication des autres institutions ;
- l'élaboration des comptes nationaux et régionaux.

## Organisation
Elle est dirigée par un Directeur général et comporte les unités suivantes :
- la direction de la comptabilité nationale et des études économiques ;
- la direction de la démographie et des statistiques sociales ;
- la direction des échanges et de la coordination.
- cinq directions régionales
  - Maritime
  - Plateaux
  - Centrale
  - Kara
  - Savanes

## Histoire
| Date              | Ministère                                                               | Ministre               |
| ----------------- | ----------------------------------------------------------------------- | ---------------------- |
| 29 juillet 2008   | de la Coopération, du Développement et de l'Aménagement du territoire   | Gilbert Bawara         |
| 20 septembre 2006 | de l'Économie et du Développement                                       | Messan Adimado Aduayom |
| 20 juin 2005      | du Développement et de l'Aménagement du territoire                      | Yandja Yentchabre      |
| 29 juillet 2003   | de l'Économie, des Finances et de la Privatisation                      | Débaba Bale            |
| 9 juillet 2001    | du Plan, de l'Aménagement du Territoire, de l'Habitat et de l'Urbanisme | Simféïtchéou Pré       |
|                   | du Plan, de l'Industrie et de la Réforme administrative                 |                        |
|                   | .......                                                                 |                        |
| 29 juillet 1968   | du Commerce, de l'Industrie, du Tourisme et du Plan                     |                        |
|                   | Haut commissariat au Plan                                               |                        |

| Nom                    | Période                            |
| ---------------------- | ---------------------------------- |
| Mawabouwé V. Palanga   | 1er octobre 2001                   |
| Nouridine Bouraima     | 9 janvier 1984 - 30 septembre 2001 |
| Figah Ayaovi           | ..... - 9 janvier 1984             |
| Anani Théodore Kponton | 23 août 1968 - .....               |

Le 27 juillet 1956 est créé le Service de la statistique générale au territoire du Togo. Douze ans plus tard, presque jour pour jour, un décret présidentiel transforme le service en la Direction de la Statistique du Ministère du Commerce, de l'Industrie, du Tourisme et du Plan qui succédait alors au Haut commissariat au Plan. Sa transformation en Direction générale interviendra en 2001 à l'occasion de la réorganisation du Ministère du Plan, de l'Aménagement du Territoire, de l'Habitat  et de l'Urbanisme.